# Morganella acaciae
Morganella acaciae är en insektsart som beskrevs av Abraham Munting 1967. Morganella acaciae ingår i släktet Morganella och familjen pansarsköldlöss. Inga underarter finns listade i Catalogue of Life.